# Elecciones a la Asamblea de Madrid de octubre de 2003
Las elecciones a la Asamblea de Madrid de octubre de 2003 se celebraron el domingo 26 de octubre de 2003, de acuerdo con el decreto de convocatoria dispuesto el 29 de agosto de 2003 y publicado en el Boletín Oficial de la Comunidad de Madrid el día 30 de agosto. Se eligieron los 111 diputados de la vii legislatura de la Asamblea de Madrid mediante un sistema proporcional (método d'Hondt) con listas cerradas y un umbral electoral del 5 %.
La candidatura del Partido Popular obtuvo una mayoría absoluta de diputados (57 escaños), que le permitió investir como presidenta regional a su candidata, Esperanza Aguirre. Las otras dos candidaturas con representación, la del Partido Socialista Obrero Español (PSOE) y la de Izquierda Unida (IU) obtuvieron respectivamente 45 y 9 escaños.

## Antecedentes
Estas fueron las segundas elecciones autonómicas en el año 2003, tras las elecciones autonómicas del 25 de mayo de 2003 en las que el Partido Popular (PP) obtuvo el mayor número de votos pero no una mayoría absoluta de diputados, existiendo en principio la posibilidad de investir como jefe del ejecutivo autonómico a un candidato con los votos del Partido Socialista Obrero Español (PSOE) e Izquierda Unida (IU), que sumaban 56 escaños como resultado electoral.
Sin embargo, como consecuencia del caso de transfuguismo en la vi legislatura conocido como «el Tamayazo» —en el cual dos diputados electos dentro de la candidatura del PSOE se ausentaron el día de la constitución de la legislatura y de elección del presidente de la cámara— se impidió también la posibilidad de investir como presidente del ejecutivo autonómico a ninguno de los candidatos (ni a Rafael Simancas ni a Esperanza Aguirre), situación que condujo finalmente a la convocatoria de nuevas elecciones.

## Convocatoria
Las elecciones fueron convocadas mediante Decreto de 29 de agosto de 2003 del entonces presidente en funciones Alberto Ruiz-Gallardón, que entró en vigor con su publicación en el Boletín Oficial de la Comunidad de Madrid el 30 de agosto.
De acuerdo con los datos oficiales de población de la revisión del Padrón municipal referido a 1 de enero de 2002, correspondió la elección de 111 diputados.

## Resultados
Las elecciones dieron una mayoría absoluta de diputados en la cámara a la candidatura del Partido Popular (57 diputados y 48,48 % de los votos), encabezada por Esperanza Aguirre. Las otras dos candidaturas que obtuvieron representación parlamentaria fueron la del PSOE, encabezada por Rafael Simancas (45 diputados y 39,00 % de votos) y la de IUCM, encabezada por Fausto Fernández (9 diputados y 8,50 % de los votos). Los resultados completos se detallan a continuación:
| Candidatura                                                   | Candidatura                                                   | Votos     | %                               | Escaños                         |
| ------------------------------------------------------------- | ------------------------------------------------------------- | --------- | ------------------------------- | ------------------------------- |
|                                                               | Partido Popular (PP)                                          | 1 346 588 | 48,48                           | 57                              |
|                                                               | Partido Socialista Obrero Español (PSOE)                      | 1 083 205 | 39,00                           | 45                              |
|                                                               | Izquierda Unida Comunidad de Madrid (IU-CM)                   | 236 013   | 8,50                            | 9                               |
| Los Verdes de la Comunidad de Madrid (LVCM)                   | Los Verdes de la Comunidad de Madrid (LVCM)                   | 14 067    | 0,51                            | 0                               |
| Los Verdes de Madrid (LV)                                     | Los Verdes de Madrid (LV)                                     | 12 665    | 0,46                            | 0                               |
| Ciudadanos en Blanco (CEB)                                    | Ciudadanos en Blanco (CEB)                                    | 8111      | 0,29                            | 0                               |
| Nuevo Socialismo (NS)                                         | Nuevo Socialismo (NS)                                         | 6176      | 0,22                            | 0                               |
| Democracia Nacional (DN)                                      | Democracia Nacional (DN)                                      | 3694      | 0,13                            | 0                               |
| Partido Familia y Vida (PFyV)                                 | Partido Familia y Vida (PFyV)                                 | 2326      | 0,08                            | 0                               |
| La Falange (FE)                                               | La Falange (FE)                                               | 2212      | 0,08                            | 0                               |
| Falange Española de las JONS (FE de las JONS)                 | Falange Española de las JONS (FE de las JONS)                 | 2036      | 0,07                            | 0                               |
| Partido Comunista de los Pueblos de España (PCPE)             | Partido Comunista de los Pueblos de España (PCPE)             | 1894      | 0,07                            | 0                               |
| Partido del Mutuo Apoyo Romántico (PMAR)                      | Partido del Mutuo Apoyo Romántico (PMAR)                      | 1504      | 0,05                            | 0                               |
| Partido de la Asociación de Viudas y Esposas Legales (PAVIEL) | Partido de la Asociación de Viudas y Esposas Legales (PAVIEL) | 1461      | 0,05                            | 0                               |
| Izquierda Republicana (IR)                                    | Izquierda Republicana (IR)                                    | 1396      | 0,05                            | 0                               |
| Partido Humanista (PH)                                        | Partido Humanista (PH)                                        | 1323      | 0,05                            | 0                               |
| Partido Regional Independiente Madrileño (PRIM)               | Partido Regional Independiente Madrileño (PRIM)               | 1255      | 0,05                            | 0                               |
| Tierra Comunera-Partido Nacionalista Castellano (TC-PNC)      | Tierra Comunera-Partido Nacionalista Castellano (TC-PNC)      | 1135      | 0,04                            | 0                               |
| Otra Democracia es Posible (ODEP)                             | Otra Democracia es Posible (ODEP)                             | 904       | 0,03                            | 0                               |
| Partido Unidad Ciudadana (PUC)                                | Partido Unidad Ciudadana (PUC)                                | 776       | 0,03                            | 0                               |
| Progresistas Federales (PF)                                   | Progresistas Federales (PF)                                   | 448       | 0,02                            | 0                               |
| Partido Demócrata Español (PADE)                              | Partido Demócrata Español (PADE)                              | 0         | 0,00                            | 0                               |
| Votos en blanco                                               | Votos en blanco                                               | 48 433    | 1,74                            | n/a                             |
| Votos válidos                                                 | Votos válidos                                                 | 2 777 622 | 100,00                          | 111                             |
| Votos nulos                                                   | Votos nulos                                                   | 10 873    | Participación: \| \| 62.58 % \| | Participación: \| \| 62.58 % \| |
| Votantes                                                      | Votantes                                                      | 2 788 495 | Participación: \| \| 62.58 % \| | Participación: \| \| 62.58 % \| |
| Electores                                                     | Electores                                                     | 4 455 706 | Participación: \| \| 62.58 % \| | Participación: \| \| 62.58 % \| |
|                                                               | 62.58 %                                                       |           |                                 |                                 |

## Diputados electos
Relación de diputados proclamados electos:
| N.º | Nombre                                 | Lista | Lista |
| --- | -------------------------------------- | ----- | ----- |
| 1   | Esperanza Aguirre Gil de Biedma        |       | PP    |
| 2   | Rafael Simancas Simancas               |       | PSOE  |
| 3   | Miguel Ángel Villanueva González       |       | PP    |
| 4   | Matilde Fernández Sanz                 |       | PSOE  |
| 5   | Juan José Güemes Barrios               |       | PP    |
| 6   | Luis María López Guerra                |       | PSOE  |
| 7   | Concepción Dancausa Treviño            |       | PP    |
| 8   | Inés Alberdi Alonso                    |       | PSOE  |
| 9   | Beatriz Elorriaga Pisarik              |       | PP    |
| 10  | Fausto Fernández Díaz                  |       | IU-CM |
| 11  | Alberto López Viejo                    |       | PP    |
| 12  | Pedro Feliciano Sabando Suárez         |       | PSOE  |
| 13  | Antonio Germán Beteta Barreda          |       | PP    |
| 14  | Ruth Porta Cantoni                     |       | PSOE  |
| 15  | Francisco José Granados Lerena         |       | PP    |
| 16  | Carlos Westendorp Cabeza               |       | PSOE  |
| 17  | Luis Eduardo Cortés Muñoz              |       | PP    |
| 18  | María Helena Almazán Vicario           |       | PSOE  |
| 19  | Rosa María Posada Chapado              |       | PP    |
| 20  | María Paloma Adrados Gautier           |       | PP    |
| 21  | Francisco Cabaco López                 |       | PSOE  |
| 22  | Eduardo Cuenca Cañizares               |       | IU-CM |
| 23  | Luis Peral Guerra                      |       | PP    |
| 24  | María Encarnación Moya Nieto           |       | PSOE  |
| 25  | María Carmen Álvarez-Arenas Cisneros   |       | PP    |
| 26  | José Antonio Díaz Martínez             |       | PSOE  |
| 27  | José Ignacio Echániz Salgado           |       | PP    |
| 28  | María Soledad Mestre García            |       | PSOE  |
| 29  | Luis Manuel Partida Brunete            |       | PP    |
| 30  | María Gádor Ongil Cores                |       | PP    |
| 31  | José Quintana Viar                     |       | PSOE  |
| 32  | José Ignacio Echeverría Echániz        |       | PP    |
| 33  | Miguel Ángel Reneses González Solares  |       | IU-CM |
| 34  | José Manuel Franco Pardo               |       | PSOE  |
| 35  | Juan Van-Halen Acedo                   |       | PP    |
| 36  | Manuel Sánchez Cifuentes               |       | PSOE  |
| 37  | Fernando Martínez Vidal                |       | PP    |
| 38  | María Ángeles Martínez Herrando        |       | PSOE  |
| 39  | María Cristina Cifuentes Cuencas       |       | PP    |
| 40  | Juan Soler-Espiauba Gallo              |       | PP    |
| 41  | María Isabel Manzano Martínez          |       | PSOE  |
| 42  | Pedro Muñoz Abrines                    |       | PP    |
| 43  | José Carmelo Cepeda García             |       | PSOE  |
| 44  | María Caridad García Álvarez           |       | IU-CM |
| 45  | Paloma Martín Martín                   |       | PP    |
| 46  | Antonio Chazarra Montiel               |       | PSOE  |
| 47  | Sylvia Enseñat de Carlos               |       | PP    |
| 48  | Ana María Arroyo Veneroso              |       | PSOE  |
| 49  | Luis del Olmo Flórez                   |       | PP    |
| 50  | Regino García-Badell Arias             |       | PP    |
| 51  | Modesto Nolla Estrada                  |       | PSOE  |
| 52  | José María Federico Corral             |       | PP    |
| 53  | Francisco Hernández Ballesteros        |       | PSOE  |
| 54  | María Isabel Martínez-Cubells Yraola   |       | PP    |
| 55  | Margarita María Ferré Luparia          |       | IU-CM |
| 56  | Lucila María Corral Ruiz               |       | PSOE  |
| 57  | Álvaro Ramón Renedo Sedano             |       | PP    |
| 58  | Francisco Contreras Lorenzo            |       | PSOE  |
| 59  | Elena de Utrilla Palombi               |       | PP    |
| 60  | Francisco Javier Rodríguez Rodríguez   |       | PP    |
| 61  | Jorge Gómez Moreno                     |       | PSOE  |
| 62  | Jesús Fermosel Díaz                    |       | PP    |
| 63  | María Patrocinio Las Heras Pinilla     |       | PSOE  |
| 64  | David Pérez García                     |       | PP    |
| 65  | Francisco Javier Gómez Gómez           |       | PSOE  |
| 66  | Benjamín Martín Vasco                  |       | PP    |
| 67  | Jorge García Castaño                   |       | IU-CM |
| 68  | Óscar José Monterrubio Rodríguez       |       | PSOE  |
| 69  | María Carmen Rodríguez Flores          |       | PP    |
| 70  | Álvaro Moraga Valiente                 |       | PP    |
| 71  | Carmen García Rojas                    |       | PSOE  |
| 72  | Isabel Gema González González          |       | PP    |
| 73  | Andrés Rojo Cubero                     |       | PSOE  |
| 74  | Concepción Lostau Martínez             |       | PP    |
| 75  | Alicia Acebes Carabaño                 |       | PSOE  |
| 76  | Francisco de Borja Sarasola Jáudenes   |       | PP    |
| 77  | Eduardo Sánchez Gatell                 |       | PSOE  |
| 78  | Luis Suárez Machota                    |       | IU-CM |
| 79  | Pilar Busó Borús                       |       | PP    |
| 80  | Laura de Esteban Martín                |       | PP    |
| 81  | Rafael Gómez Montoya                   |       | PSOE  |
| 82  | Eduardo Oficialdegui Alonso de Celada  |       | PP    |
| 83  | María Paz Martín Lozano                |       | PSOE  |
| 84  | Sonsoles Trinidad Aboín Aboín          |       | PP    |
| 85  | Marcos Sanz Agüero                     |       | PSOE  |
| 86  | Colomán Trabado Pérez                  |       | PP    |
| 87  | Antonio Fernández Gordillo             |       | PSOE  |
| 88  | Jesús Adriano Valverde Bocanegra       |       | PP    |
| 89  | José Guillermo Fernando Marín Calvo    |       | IU-CM |
| 90  | María Maravillas Martínez Doncel       |       | PSOE  |
| 91  | María Isabel Redondo Alcaide           |       | PP    |
| 92  | Pablo Morillo Casals                   |       | PP    |
| 93  | Alejandro Fernández Martín             |       | PSOE  |
| 94  | María Pilar Liébana Montijano          |       | PP    |
| 95  | Juan Antonio Ruiz Castillo             |       | PSOE  |
| 96  | Carlos Clemente Aguado                 |       | PP    |
| 97  | Adolfo Navarro Muñoz                   |       | PSOE  |
| 98  | Oliva Cristina García Robredo          |       | PP    |
| 99  | Enrique Echegoyen Vera                 |       | PSOE  |
| 100 | Jacobo Ramón Beltrán Pedreira          |       | PP    |
| 101 | María de los Reyes Montiel Mesa        |       | IU-CM |
| 102 | Federico Jiménez de Parga Maseda       |       | PP    |
| 103 | María Dolores Rodríguez Gabucio        |       | PSOE  |
| 104 | Francisco de Borja Carabante Muntada   |       | PP    |
| 105 | Adolfo Piñedo Simal                    |       | PSOE  |
| 106 | José Cabrera Orellana                  |       | PP    |
| 107 | María Antonia García Fernández         |       | PSOE  |
| 108 | Pablo Abejas Juárez                    |       | PP    |
| 109 | Francisco Garrido Hernández            |       | PSOE  |
| 110 | Juan José García Ferrer                |       | PP    |
| 111 | María Teresa Cristina Calatayud Prieto |       | PP    |

## Investidura de la presidenta de la Comunidad de Madrid
El 20 de noviembre de 2003 Esperanza Aguirre (PP) fue investida presidenta de la Comunidad de Madrid.
| Candidato              | Fecha                                                        | Voto       |    |    |   | Total  |
| ---------------------- | ------------------------------------------------------------ | ---------- | -- | -- | - | ------ |
| Esperanza Aguirre (PP) | 20 de noviembre de 2003 Mayoría requerida: Absoluta (56/111) | Sí         | 57 |    |   | 57/111 |
| Esperanza Aguirre (PP) | 20 de noviembre de 2003 Mayoría requerida: Absoluta (56/111) | No         |    | 45 | 9 | 54/111 |
| Esperanza Aguirre (PP) | 20 de noviembre de 2003 Mayoría requerida: Absoluta (56/111) | Abstención |    |    |   | 0/111  |